# ۱ شعبان
۱ شعبان، اولین روز از ماه شعبان در تقویم هجری قمری است.
در تقویم هجری قمری قراردادی این روز دویست و هشتمین روز سال است.

## وقایع
- ۱۳۳۶ (قمری) - صدور حکم جهاد توسط عبدالحسین لاری علیه انگلیس که منجر به جنگ شدید عشایر ولایت فارس با نیروهای انگلیسی شد. (در جریان جنگ جهانی اول)